# Hyundai Tuscani
Tuscani byl sportovní automobil vyráběný v Koreji v letech 2003–2008. Ve světě byl prodáván jako Hyundai Tiburon, v některých zemích též jako Hyundai Coupé. Jedná se tedy o stejné auto, ale s jiným názvem v Asii. V Koreji byl na rozdíl od zbytku světa model Tuscani hojně využíván k lokálním automobilovým závodům, byl přestavován do okruhových verzí, jako dragster a též jako vůz pro závody do vrchu s pohonem všech kol. Po celém světě je podle korejského vzoru využíván tovární Hyundai Tiburon jako základ pro přestavby na vozy Tuscani dle korejského vzoru. Jedna z největších komunit majitelů Tuscani se nachází v Portoriku, kde byl také postaven nejrychlejší vůz Tuscani na světě.

## Tuscani v České republice
Tuscani Club sdružuje několik desítech majitelů Hyundai Coupé označeným jako Tuscani. Na našem území existuje několik vozů modelů Tuscani přestavěných po vzoru původních korejských úprav. Jsou to tři vozy s motory G4GC osazené turbodymchadlem a jeden šestiválcový model přeplňovaný kompresorem.

## Technická platforma
Jako základ pro stavbu Tuscani je využíván model Hyundai Tiburon GK vyráběný v letech 2002–2008, automobil s motorem uloženým vpředu a pohonem předních kol. Vyráběl se ve dvou specifikacích, s motory G4GC o objemu 1995 cm³ a G6BA o objemu 2656 cm³. Přes nízké výkony továrních verzí (143hp u čtyřválcového a 167hp u šestiválcového modelu) jsou motory ponechávány a přestavovány díky své dobré výdrži a snadným úpravám.
Litinový blok motoru G4GC s hliníkovou hlavou je pro svou odolnost přeplňován turbodmychadlem s továrními komponentami až do výkonů do 350hp při zachování originální komprese (10.5:1) . Pro vyšší výkony se instalují kované písty/ojnice, v takové konfiguraci jsou motory schopny dodat více než 550 hp. Další části pohonné soustavy (převodovka, spojka, diferenciál) jsou často využívány z Mitsubishi Eclipse. Historický odkaz (Hyundai vyvinul motor Beta II na základě 4G63) na vozy Mitsubishi Lancer Evolution umožňuje využití dílů z této platformy.
Celohliníkový motor G6BA neposkytuje tak komfortní základ pro přeplňování kvůli méně odolné konstrukci, vzhledem k vyššímu objemu, ovšem i za nižšího tlaku dosahuje vysokých výkonů. Motor bývá nejčastěji přeplňován kompresory do výkonů nad 300hp. Nejrychlejší šestiválcový motor byl postaven stájí SFR s výkonem nad 700hp.

## Motorsport
Ve světě existuje několik úspěšných vozů závodících v rally, závodech do vrchu či jako dragsterů. Vozy jsou upravovány na pohon 4x4 nejčastěji s využitím komponent Mitsubishi.